# 青岛老舍故居
36°03′44.5″N 120°19′36.5″E / 36.062361°N 120.326806°E
青岛老舍故居，位于中国山东省青岛市市南区黄县路12号，为中国现代文学家老舍在青岛生活期间的住所。老舍1934年9月赴青岛执教于国立山东大学，1936年7月辞职专职写作，1937年8月因战事离开青岛。老舍在青岛曾数次迁居，1935年末迁至黄县路寓所，在此居住时间最长，其代表作《骆驼祥子》即诞生于此。
该故居於2010年已辟为骆驼祥子博物馆，為中國大陸首個以文學著作命名的博物館。青岛老舍故居於2013年被列为山东省文物保护单位。

## 历史

### 建成之初
黄县路12号老舍故居约建于1930年。老舍在此居住前，电气工程师黄曾铭及其子女，后来成为演艺界著名人士的黄宗江、黄宗洛、黄宗英曾在该楼二层居住。1934年黄曾铭逝世后，黄宗江一家离开青岛。

### 老舍在青岛执教与写作生活

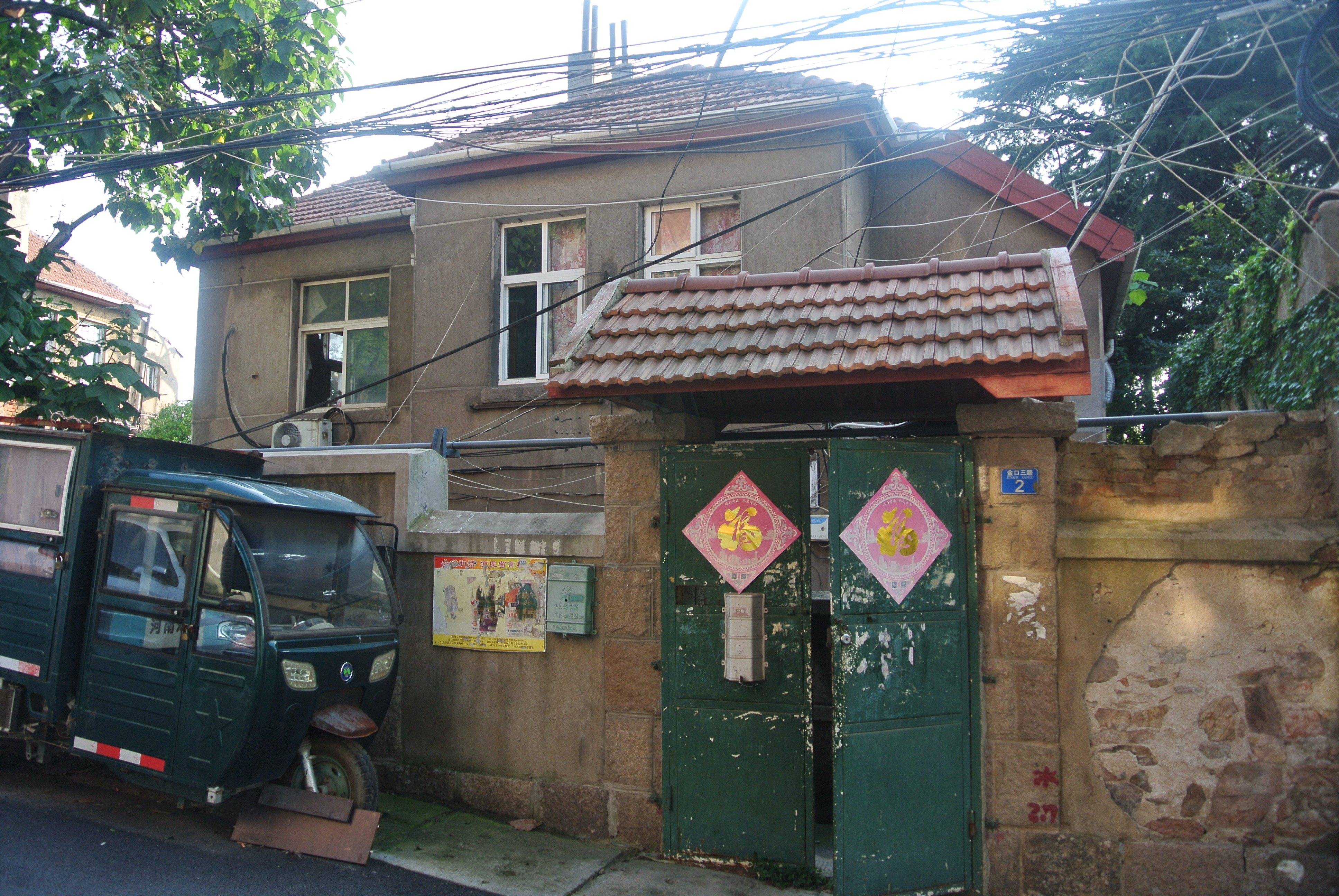
金口三路2号乙老舍故居，2017年

1934年6月29日，老舍辞去在济南齐鲁大学的教职，去上海准备做职业作家，但因一二八事变后上海出版业不景气，遂接受国立山东大学聘请，于同年9月下旬到青岛任国立山大中文系讲师。老舍与妻子胡絜青、长女舒济到达青岛后，经山大校长赵太侔安排居住在山大校园北侧莱芜路的一处西式平房内（今登州路10号甲址）。在此居住三个多月后，于1935年初迁居至金口二路的一座小楼（今金口三路2号乙）的二楼。老舍在该寓所中的书房可望海，屋门外可见邻院一株樱花树，其小说集《樱海集》便得名于此。1935年8月16日，舒乙在金口二路寓所出生。据胡絜青1981年回忆，“在金口二路生下舒乙后，秋末冬初，我们还搬过两三次家，时间都很短。”1935年末，老舍一家迁入黄县路寓所，即今黄县路12号老舍故居。老舍一家住在一楼东端的四间房间内，直至1937年离开青岛。
老舍在国立山大执教时，1934至1935学年讲授课程为文艺批评、欧洲文学概论、小说作法、高级作文。1935年夏，老舍由讲师升任教授，1935至1936学年讲授高级作文、欧洲文学概论、文艺思潮、欧洲通史等课程。据学生回忆及当时山大校内刊物，老舍对待学生作文严格认真，讲课风格严谨充实而幽默亲切，颇受学生欢迎，甚至被称为“笑神”。除日常任课外，老舍常受邀在山大校内及校外青年会、市立中学、市立女中（胡絜青当时在此任教）等地发表学术演讲。
讲课之余，老舍仍坚持写作。1935年7月，老舍、洪深、王统照、吴伯箫、臧克家、孟超等12名文学工作者在《青岛民报》创办副刊《避暑录话》，按计划共出10期，7月14日创刊，9月15日终刊。老舍参与了《避暑录话》的创刊与编辑，并在该刊发表了《檀香扇》、《立秋后》等7篇散文、短篇小说《丁》与旧体诗《诗三律》。此外，老舍在金口二路居住期间，还撰写了中、短篇小说《月牙儿》、《我这一辈子》、《断魂枪》等，分别收录在《樱海集》与《蛤藻集》中。另有《青岛与山大》、《五月的青岛》等散文、杂文发表在《国立山东大学二五年刊》等出版物中。
在各篇散文中，老舍对青岛的山海花木等自然风景不吝赞美之词，甚至在小说《丁》中借人物之口称：“我，黄鹤一去不复返，来到青岛，住在青岛，死于青岛，三岛主义，不想回去！”但对青岛过度“洋化”的现象有所不满。而在《青岛与山大》中，老舍认为，正如静寂的青岛之冬不同于喧闹的青岛之夏，国立山东大学在青岛“洋化”的氛围中并未受其影响，反而代表了“朴儉靜肅”的山东精神，对读书治学大有裨益。又在文中写道：“至于沿海上停著的各國軍艦，我們看見的最多，此地的經濟權在誰何之手，我們知道的最清楚……我們眼前的青山碧海時時對我們說：國破山河在！于此，青島与山大就有了很大的意義。”

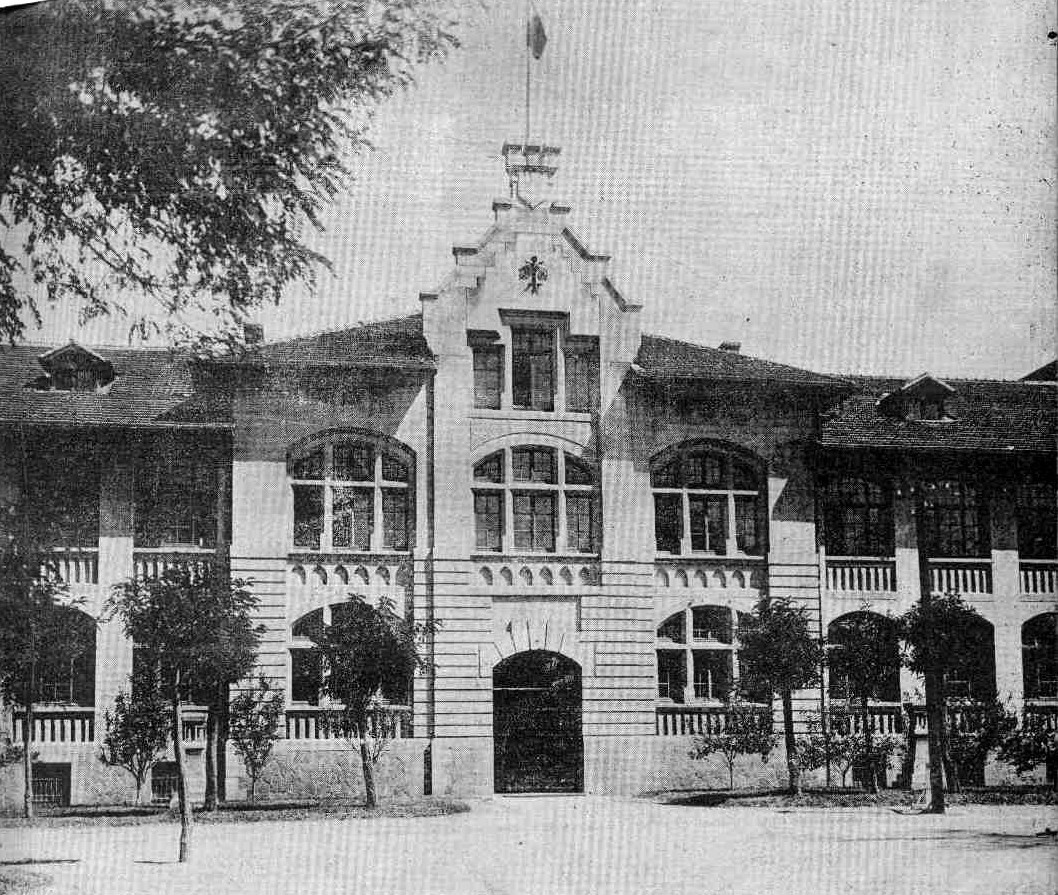
国立山大第一校舍，原俾斯麦兵营III号营房，为国立山大中文系所在地

1936年，山大受一二九运动影响发生学潮，同年春，校方将6名学运领袖开除，导致部分学生罢课，并与校方及支持校方的学生发生冲突，校长赵太侔辞职。老舍认为这是学校办教育的失败，并试图从中调解，但引起双方不满，倍感失望，遂决定与洪深等人一同辞职。尽管新任校长林济青一再挽留，老舍仍于1936年7月辞去教职，做职业作家。
当年春天，老舍曾从朋友口中听说一名车夫买了车子又卖掉，如此三起三落最终仍然穷困的故事，又听说另一名车夫被军队抓走却牵回三匹骆驼的故事，老舍辞职后，以此为灵感在黄县路寓所内开始创作长篇小说《骆驼祥子》。在此期间，老舍曾给北平的朋友写信打听骆驼的习性，又常在青岛街边与车夫等体力劳动者交谈，甚至请他们进家中做客。老舍在山大的朋友和学生也常常到访。1936年9月16日，《骆驼祥子》开始在上海《宇宙风》杂志连载，1937年10月1日完结。除《骆驼祥子》外，老舍在此期间还曾撰写中篇小说《文博士》、创作经验集《老牛破车》等。

### 抗战爆发后至今
1937年七七事变后，日本海军进逼青岛。因妻子胡絜青怀孕，老舍一家无法立即逃难。8月1日，次女舒雨出生。8月13日，老舍与家人商议后单独离开青岛，赴济南接受齐鲁大学聘请，准备找到住所再将家人接去，但次日日军在青岛制造事端（老舍自述为“敌陆战队上岸”），胡絜青携子女匆匆离开青岛。此后老舍再未到访青岛。据王统照回忆，抗战结束后的1945年9月，老舍曾计划移居青岛，委托他在青岛物色住房，但因受邀赴美国讲学而未能实现。1946年赵太侔在青岛组织国立山大复校后，曾聘请老舍出任文学院院长，老舍1947年9月5日回信表示归国后再行商议。老舍后来回忆青岛时期，认为“从收入上说，我的黄金时代是当我在青岛教书的时候”，又多次在著作、信件中流露出对青岛时代的怀念。而后人认为老舍在青岛生活的时期也是他文学创作的鼎盛时期、生活与创作结合的“黄金时代”。

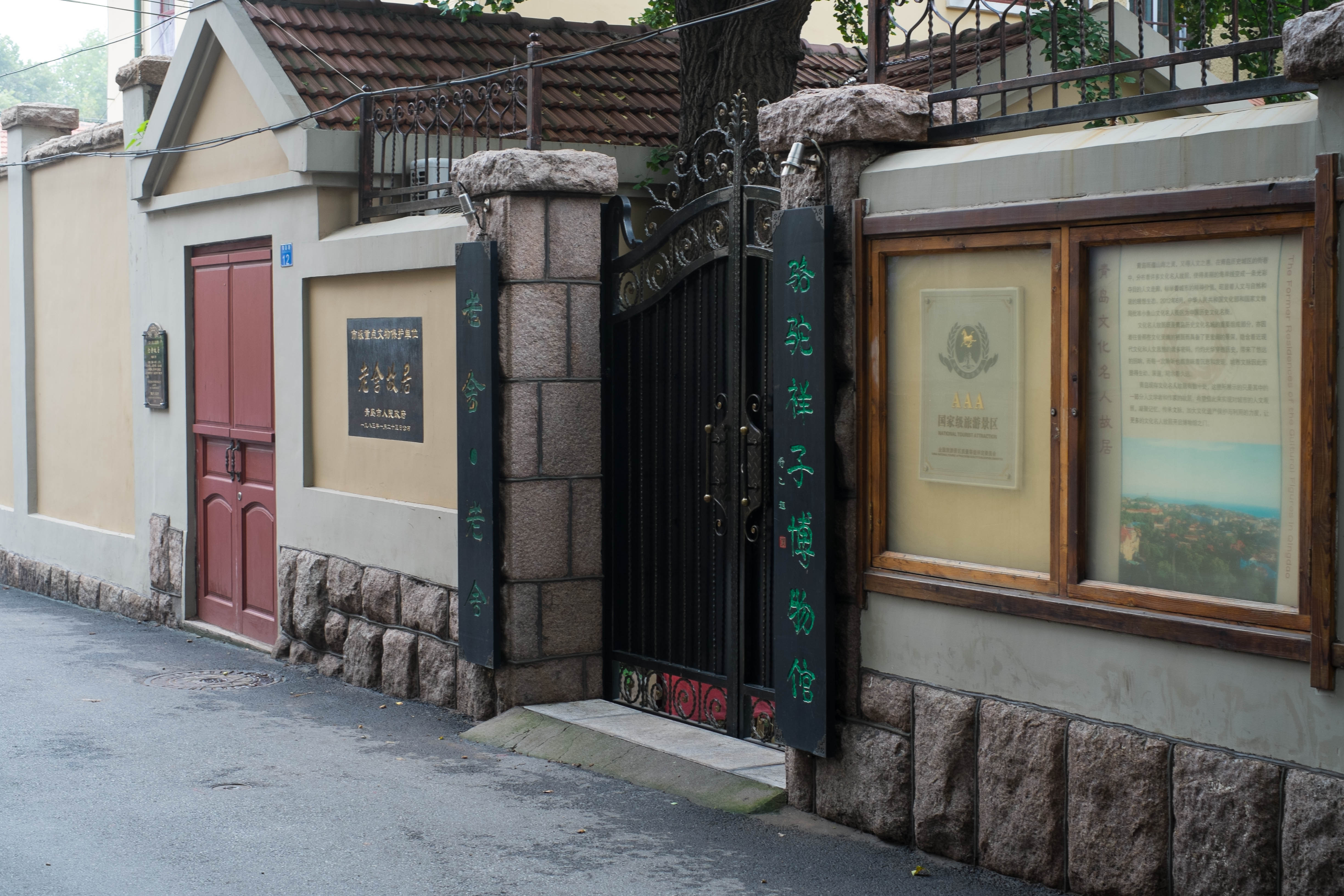
老舍故居正门，2013年，左侧可见名人故居标志牌和青岛市文物保护单位标志碑

黄县路老舍故居此后仍为民居。1981年3月，胡絜青与舒济重访青岛，并确定了老舍在青岛莱芜路、金口二路、黄县路三处故居的位置。1984年，胡絜青再次到访青岛，参加第二届老舍学术研讨会，并重访旧地，老舍之子舒乙也曾数次重访青岛。1985年1月25日，黄县路老舍故居列入第三批青岛市文物保护单位。2003年，青岛市人民政府将该建筑作为文化名人故居挂牌保护。
因该楼年久失修、卫生状况不佳，青岛市人民政府于2005年立项修复，市政府、市南区政府为此先后投资1400万元。楼内12户居民自2008年3月起陆续迁出，2009年10月开始正式施工。2010年5月24日，老舍故居修复工程竣工，同时骆驼祥子博物馆在老舍故居开馆，为中国大陆首个以文学著作命名的博物馆，舒乙、舒济、时任国家文物局局长单霁翔等出席开馆仪式。2011年12月，骆驼祥子博物馆被评为国家3A级旅游景区。2013年10月10日，老舍故居列入山东省文物保护单位。

## 建筑特色
黄县路12号老舍故居坐北朝南，平面呈“一”字形，建筑面积约400平方米，砖石结构，楼高二层，无地下室，屋顶为红瓦四坡屋顶。正立面大致为中轴对称布局，墙基至一楼窗台处以花岗岩砌成。东西两端各开一门，东门通往一楼，西门通往二楼。
老舍一家在该楼居住时居住在一楼东侧四间房间内，其中东北角背阴处房间为老舍的书房，东南角的较大房间为客厅，与书房相通，客厅以西分别为胡絜青与舒乙的卧室、老舍与舒济的卧室。2010年骆驼祥子博物馆开馆后，该建筑一楼为博物馆展览厅，分为序厅、版本厅、创作厅、青岛厅、影视厅、珍藏厅等，藏有舒济、舒乙、北京老舍纪念馆等单位、个人捐赠的300余件文物，二楼与阁楼辟为茶室。

### 注脚
1. ↑  袁宾久（2019年），第335页
2. 1 2  袁宾久（2019年），第337页
3. ↑  青岛日报（2013年）
4. ↑  黄宗江（2011年）
5. 1 2  郑安新 & 巩升起（2010年），第50页
6. 1 2 3 4 5 6 7 8 9 10 11 12  王桂云（2009年）
7. 1 2  郑安新 & 巩升起（2010年），第51页
8. 1 2  郑安新 & 巩升起（2010年），第52页
9. ↑  郑安新 & 巩升起（2010年），第53-54页
10. ↑  鲁海（2016年），第213页
11. 1 2  郑安新 & 巩升起（2010年），第40页
12. ↑  鲁海（2016年），第206-207页
13. ↑  鲁海（2016年），第207页
14. ↑  郑安新 & 巩升起（2010年），第41页
15. ↑  郑安新 & 巩升起（2010年），第41-42页
16. ↑  鲁海（2016年），第209-211页
17. 1 2  郑安新 & 巩升起（2010年），第73-74页
18. ↑  鲁海（2016年），第211页
19. ↑  郑安新 & 巩升起（2010年），第42页
20. 1 2  郑安新 & 巩升起（2010年），第104页
21. 1 2  鲁海（2016年），第220页
22. ↑  郑安新 & 巩升起（2010年），第42-43页
23. ↑  郑安新 & 巩升起（2010年），第71页
24. ↑  鲁海（2016年），第206页
25. ↑  郑安新 & 巩升起（2010年），第48页
26. ↑  鲁海（2016年），第217页
27. 1 2  田野（2017年）
28. ↑  郑安新 & 巩升起（2010年），第48-49页
29. ↑  郑安新 & 巩升起（2010年），第119-120页
30. ↑  郑安新 & 巩升起（2010年），第120页
31. ↑  郑安新 & 巩升起（2010年），第122-123页
32. ↑  鲁海（2016年），第216页
33. ↑  郑安新 & 巩升起（2010年），第97-98页
34. ↑  郑安新 & 巩升起（2010年），第127-128页
35. ↑  鲁海（2016年），第218页
36. ↑  郑安新 & 巩升起（2010年），第103页
37. ↑  青岛市史志办公室（2000年）
38. 1 2  郑安新 & 巩升起（2010年），第106页
39. ↑  郑安新 & 巩升起（2010年），第78、84、107页
40. ↑  郑安新 & 巩升起（2010年），第105-106页
41. ↑  郑安新 & 巩升起（2010年），第50、108页
42. ↑  胡絜青（1981年）
43. ↑  郑安新 & 巩升起（2010年），第109页
44. ↑  青岛市史志办公室（2013年）
45. ↑  王法艳（2014年）
46. 1 2 3 4  徐美中（2010年）
47. 1 2 3  李魏（2010年）
48. ↑  李敏（2011年）
49. ↑  山东省人民政府（2013年）
50. ↑  郑安新 & 巩升起（2010年），第53页
51. ↑  青岛市史志办公室 & 青岛市文物局（2004年）
52. 1 2  张树枫（2004年）
53. ↑  郑安新 & 巩升起（2010年），第54页
54. ↑  段海鹰 & 李瑞禄（2010年）

### 文献
- 袁宾久. . 青岛: 中国海洋大学出版社. 2019. ISBN 978-7-5670-2126-6.
- . 青岛日报. 2013-05-31  [2020-03-01]. （原始内容存档于2021-05-26）.
- 黄宗江. . . 南京: 江苏文艺出版社. 2011. ISBN 9787539938745.
- 郑安新; 巩升起. . 济南: 山东友谊出版社. 2010. ISBN 978-7-80737-672-9.
- 王桂云, , 史鉴 (2009年第3期) (青岛市史志办), 2009-09, (2009年第3期)[]
- 鲁海. . 青岛: 青岛出版社. 2016. ISBN 978-7-5552-1798-5.
- 田野. . 信网. 城市信报. 2017-01-16  [2020-03-01]. （原始内容存档于2021-05-26）.
- 青岛市史志办公室 (编). . . 北京: 五洲传播出版社. 2000. ISBN 7-80113-765-5.[]
- 胡絜青. . 文史哲. 1981, (4).
- 青岛市史志办公室 (编). . . 北京: 方志出版社. 2013  [2024-03-27]. ISBN 978-7-5144-1051-8. （原始内容存档于2019-04-23）.
- 王法艳. . 半岛都市报. 2014-07-16  [2020-03-01]. （原始内容存档于2021-05-13）.
- 徐美中. . 青岛晚报. 2010-05-24  [2020-03-01]. （原始内容存档于2021-05-26）.
- 李魏. . 青岛日报. 2010-05-25  [2020-03-01]. （原始内容存档于2021-05-26）.
- 李敏. . 城市信报. 2011-12-14  [2024-04-20]. （原始内容存档于2024-04-20） –新浪网.
- 山东省人民政府. . 山东省人民政府官网. 2013-10-10  [2024-03-27]. （原始内容存档于2023-11-05）.
- 青岛市史志办公室; 青岛市文物局. . 北京: 中国出版社. 2004. ISBN 988-97146-6-1.
- 张树枫, , 史鉴 (第16期) (青岛市史志办), 2004-09, (第16期)[]
- 段海鹰; 李瑞禄. . 青岛早报. 2010-05-25  [2020-03-01]. （原始内容存档于2021-05-26）.